# Brave Fencer Musashi
Brave Fencer Musashi (яп. ブレイヴフェンサー 武蔵伝 бурэиву фэнса мусасидэн, «Отважный фехтовальщик: Легенда Мусаси») — японская компьютерная игра в жанре ролевой боевик для приставки PlayStation, разработанная и выпущенная в 1998 году компанией Square. Изначально вышедшая на территории Японии, несколькими месяцами спустя появилась в PAL-регионе и позже при содействии издателя Square Electronic Arts — в Северной Америке. В 2000 году игра была переиздана в составе серии Millennium Collection, в 2008-м — японская версия была загружена в сервис PlayStation Network.

## Геймплей
Игрок управляет мечником по имени Мусаси, который сражается с врагами посредством двух мечей, окружение при этом полностью выполнено в трёхмерной графике, а бои происходят в реальном времени. Герой пытается защитить королевство от различных невзгод и попутно ищет пять волшебных свитков, способных существенно увеличить силу одного из его мечей. Присутствуют внутриигровые часы и система смены дня и ночи, влияющая на деятельность неигровых персонажей внутри городов и на монстров в округе. По пути Мусаси собирает части легендарных доспехов, они, в свою очередь, наделяют героя новыми способностями, таким как лазанье по стенам и возможность совершать двойной прыжок. Есть также обязательные для прохождения разнообразные мини-игры и головоломки, время от времени встречающиеся на уровнях.

## Сюжет
По сюжету мальчик Мусаси отправляется по стопам легендарного воина, так называемого отважного фехтовальщика Мусаси, который 150 лет назад спас королевство от злого монстра. Теперь же над страной нависла новая опасность — её собирается захватить тираничная империя. Герою предстоит освободить жителей своей родины от гнёта захватчиков и привнести на земли соотечественников мир и процветание.

## Разработка игры
Исполнительный продюсер Хиронобу Сакагути отмечал в интервью, что идея о создании Brave Fencer Musashi появилась в феврале 1997 года. Изначально он относился к игре как к обычному проходному продукту компании, но как только были завершены дизайны персонажей и графика, Сакагути очень удивился проделанной работе и отнёсся к проекту с большим интересом. Музыку для саундтрека написал композитор Цуёси Сэкито, ранее работавший на Konami. Двойной альбом вышел 23 июля того же года на лейбле DigiCube и содержал помимо 78-и звуковых дорожек из игры ещё и буклет с концептуальными рисунками. Иллюстрации персонажей выполнил художник Тэцуя Номура, тогда как в игровую графику их перевёл дизайнер Кодзи Мацуока. Руководителем и режиссёром проекта выступил геймдизайнер Ёити Ёсимото.

## Отзывы
| Сводный рейтинг    | Сводный рейтинг       |
| Агрегатор          | Оценка                |
| ------------------ | --------------------- |
| GameRankings       | 79,67 %               |
| Metacritic         | 81 / 100 (12 reviews) |
| Иноязычные издания |                       |
| Издание            | Оценка                |
| Famitsu            | 32 / 40               |
| GamePro            | 4,5 / 5               |
| GameSpot           | 7,7 / 10              |
| IGN                | 8,5 / 10              |

С коммерческой точки зрения Brave Fencer Musashi получилась довольно успешной, учитывая сравнительно небольшой бюджет выделенный на производство. В одной только Японии продажи по состоянию на 1998 год составили более 648 тысяч копий, что по окончании года позволило ей занять семнадцатое место японского игрового чарта. Большие продажи на североамериканском рынке во многом связаны с присутствующей на диске демоверсией игры Final Fantasy VIII, которую с нетерпением ждали многие поклонники японских ролевых игр. Журнал Famitsu дал Brave Fencer Musashi 32 балла из сорока, агрегаторы рецензий GameRankings и Metacritic оба присвоили ей рейтинг в 81 %. У игры есть прямое продолжение под названием Musashi: Samurai Legend, выпущенное в 2005 году для приставки PlayStation 2.